# 2014 na televisão brasileira
A seguir há uma lista de eventos relacionados à televisão brasileira em 2014. Os eventos listados incluem estreias, cancelamentos e finais de programas de televisão; lançamento, encerramento e rebrandings de canais; estações locais mudando de afiliação de rede; e informações sobre controvérsias e disputas de carregamento.

## Eventos notáveis

### Janeiro
| Data     | Evento |
| -------- | --- |
| 10       | Na Rede Record, Thalita Oliveira deixa a bancada do Fala Brasil. |
| 13       | Na Rede Record, Carla Cecato reassume a bancada do Fala Brasil ao lado de Roberta Piza, substituindo Thalita Oliveira.                                                                                             |
| 20       | No SBT, o Programa do Ratinho estreia novo cenário, vinheta de abertura, gráficos e identidade visual. |
| 25       | Na Rede Globo, o dublador e locutor McKeidy Lisita torna-se uma das vozes padrão das chamadas da programação, começando com as chamadas de estreia do Cine Fã-Clube. Começou a trabalhar em 2013.                  |
| 27       | Na TV Gazeta, o Gazeta News e o Jornal da Gazeta ganham novos cenários. |
| 29—1.º/2 | O Multishow transmite a 16.ª edição do Festival de Verão Salvador. |
| 31       | Na Rede Globo, no final do último capítulo de Amor à Vida, foi exibido o aguardado primeiro beijo gay em uma telenovela brasileira, protagonizado pelos personagens Félix (Mateus Solano) e Niko (Thiago Fragoso). |

### Fevereiro
| Data   | Evento |
| ------ | --- |
| 2      | A ESPN e o Esporte Interativo transmitem o Super Bowl XLVIII. |
| 3      | Na Record News, seus programas ganham novos cenários, vinhetas de aberturas, gráficos e identidades visuais, além da emissora ganhar uma nova redação. |
| 6      | Durante a cobertura das manifestações que eram ocorridas desde o ano anterior contra o aumento das tarifas do transporte público no centro do Rio de Janeiro, o repórter cinematográfico Santiago Andrade, da Band Rio, emissora própria da Rede Bandeirantes foi atingido na cabeça por um rojão lançado por um black bloc. O profissional foi socorrido pelos colegas e por um socorrista da Cruz Vermelha, sendo internado na CTI do Hospital Municipal Souza Aguiar. Em 10 de fevereiro, foi confirmada a morte cerebral do cinegrafista.                                     |
| 7—23   | A Rede Globo, Rede Record, Rede Bandeirantes, Record News, SporTV e BandSports realizam a cobertura dos Jogos Olímpicos de Inverno de 2014. |
| 28—4/3 | As principais emissoras de TV (exceto a Rede Record) realizam a cobertura do Carnaval de 2014, sendo que: - A Rede Globo exibe o Globeleza com os desfiles das escolas de samba de São Paulo e Rio de Janeiro e o carnaval do Recife na TV Globo Nordeste. A Rede Bahia cobre localmente o carnaval de Salvador no Bahia Folia; - O SBT exibe o SBT Folia, mostrando o carnaval de Salvador em parceria com a TV Aratu; - A Rede Bandeirantes exibe o Band Folia, mostrando o carnaval de Salvador, São Paulo e Rio de Janeiro; - A RedeTV! exibe os Bastidores do Carnaval 2014. |

### Março
| Data | Evento |
| ---- | --- |
| 2    | A TNT transmite a 86.ª edição do Oscar. A Rede Globo transmite um compacto do evento no dia seguinte em função da cobertura do carnaval. |
| 8    | Os programas jornalísticos e esportivos da Rede Globo são apresentados somente por mulheres, em homenagem ao Dia Internacional da Mulher. Nesse dia, o Jornal Nacional tem a sua primeira bancada 100% feminina, composta por Sandra Annenberg e Patrícia Poeta. |
| 10   | A TV Gazeta estreia nova identidade visual. |
| 16   | A Rede Globo exibe no Domingão do Faustão a 18.ª edição do Melhores do Ano. |
| 18   | Em uma decisão inédita, a Rede Globo proíbe o UOL e outros sites da internet de realizar a cobertura da 14.ª temporada do reality show Big Brother Brasil, favorecendo a emissora carioca.                                                                       |
| 23   | Na Rede Globo, o Domingão do Faustão ganha novo cenário. |
| 30   | Excepcionalmente, a Rede Globo deixa de transmitir parte da programação para o Rio de Janeiro, em favor da cobertura jornalística sobre a ocupação no Complexo da Maré, pela Polícia Militar. A programação segue normal para o resto do Brasil.                 |

### Abril
| Data | Evento |
| ---- | --- |
| 5—6  | O Multishow transmite a 3.ª edição do Lollapalooza Brasil. A Rede Globo exibiu compactos dos shows do evento.                 |
| 5    | Na Rede Globo, o Caldeirão do Huck e o Altas Horas ganham novos cenários.                                                     |
| 6    | A Rede Globo estreia sua nova identidade visual.                                                                              |
| 7    | Na Rede Globo, o Globo Rural ganha nova identidade visual.                                                                    |
| 10   | A PlayTV estreia sua nova identidade visual.                                                                                  |
| 11   | Na Rede Globo, o Globo Repórter ganha nova identidade visual.                                                                 |
| 12   | Na Rede Globo, o Globo Cidadania ganha nova identidade visual.                                                                |
| 12   | Na Rede Globo, a TV Globinho ganha nova identidade visual.                                                                    |
| 13   | Na Rede Globo, o Globo Comunidade ganha nova identidade visual.                                                               |
| 15   | Depois de polêmicas, o SBT barra os comentários de Rachel Sheherazade, um dos maiores nomes de seu jornalismo, do SBT Brasil. |
| 27   | Na Rede Globo, o Globo Rural ganha novo cenário.                                                                              |
| 27   | Na Rede Globo, o Fantástico ganha novo cenário, vinheta de abertura e grafismos.                                              |
| 27   | O SBT exibe a 50.ª edição do Troféu Imprensa.                                                                                 |
| 28   | Na Rede Globo, o Jornal Hoje e o Jornal da Globo ganham novos cenários, vinhetas de abertura, gráficos e identidades visuais. |
| 28   | Na Rede Bandeirantes, o Jornal da Band e o Jornal da Noite ganham novos cenários e identidades visuais.                       |

### Maio
| Data | Evento |
| ---- | --- |
| 12   | No SBT, após oito meses afastado devido à luta contra um câncer no intestino Carlos Nascimento volta à bancada do SBT Brasil, substituindo Joseval Peixoto que entrou de férias. |
| 18   | O Canal Viva estreia sua nova identidade visual. |

### Junho
| Data    | Evento |
| ------- | --- |
| 2       | No SBT, Joseval Peixoto retorna ao comando do SBT Brasil, substituindo Carlos Nascimento, transferido para o Jornal do SBT. |
| 12—13/7 | A Rede Globo, Rede Bandeirantes, SporTV, ESPN Brasil e Fox Sports realizam a cobertura da Copa do Mundo FIFA de 2014.       |
| 12      | No SBT, Carlos Nascimento passa a apresentar o SBT Brasil com Joseval Peixoto e Rachel Sheherazade.                         |

### Julho
| Data | Evento |
| ---- | --- |
| 10   | Na Rede Globo, devido a lei eleitoral, o programa Na Moral teve um corte de dez minutos, devido ao registro dos convidados junto ao TSE. |
| 28   | O Disney Channel estreia sua nova identidade visual.                                                                                     |

### Agosto
| Data  | Evento |
| ----- | --- |
| 4     | O Cartoon Network estreia sua nova identidade visual. |
| 9     | A Rede Bandeirantes transmite a 59.ª edição do Miss São Paulo. |
| 13—17 | A maior parte das redes de televisão e canais de notícias do Brasil, além de emissoras baseadas em Pernambuco cancelam ou alteram parte de suas programações regulares para providenciar cobertura jornalística sobre o acidente aéreo que matou o candidato a presidente Eduardo Campos (PSB), bem como o velório do político e sua repercussão. A cobertura prosseguiu sem grandes alterações nas programações depois de 17 de agosto. |
| 16    | A Rede Globo e a Unesco promovem a 29.ª edição do Criança Esperança, tendo ainda uma programação especial com a exibição do Bom Dia Brasil, Mais Você, Bem Estar e Encontro com Fátima Bernardes num sábado. |
| 17    | O SBT estreia sua nova identidade visual. |
| 19    | Início do horário eleitoral gratuito do 1.º turno das Eleições 2014. |
| 23    | Parte das emissoras da Rede Bandeirantes promovem debates com os candidatos a governador nas Eleições 2014. |
| 23    | A Rede Bandeirantes suspende por dois dias o apresentador José Luiz Datena na apresentação do Brasil Urgente, após uma briga com o apresentador Milton Neves, enquanto ele gravava o programa Domingo Esportivo Bandeirantes nos estúdios da Rádio Bandeirantes, em 17 de agosto. O programa é apresentado por Lucas Martins até o cumprimento da suspensão de Datena.                                                                   |
| 25    | Parte das emissoras do SBT promovem debates com os candidatos a governador nas Eleições 2014. |
| 26    | A Rede Bandeirantes promove debate com os candidatos a presidente nas Eleições 2014. |

### Setembro
| Data | Evento |
| ---- | --- |
| 1.º  | O SBT promove debate com os candidatos a presidente nas Eleições 2014. |
| 7    | Parte das emissoras da RedeTV! promovem debates com os candidatos a governador nas Eleições 2014. |
| 8    | Na Rede Globo, o Corujão ganha nova identidade visual. |
| 10   | O Ministério da Justiça proíbe a RedeTV! de exibir o programa Teste de Fidelidade antes das 22h.[carece de fontes?]                                                                                        |
| 10   | Na Rede Globo, o Corujão do Esporte ganha nova identidade visual. |
| 16   | A TV Aparecida promove debate com os candidatos a presidente nas Eleições 2014. |
| 20   | Na RedeTV!, o Sábado Total ganha novo cenário, vinheta de abertura e gráficos. |
| 22   | No SBT, Hermano Henning volta à bancada do Jornal do SBT após mais de oito anos. |
| 25   | Na Rede Record, o ex-Menudo Roy Rosselló é preso em Itu, São Paulo por não pagar a pensão alimentícia de sua filha, fazendo com que a "roça" fosse suspensa na sétima temporada do reality show A Fazenda. |
| 26   | Parte das emissoras da Rede Record promovem debates com os candidatos a governador nas Eleições 2014. |
| 27   | A Rede Bandeirantes transmite a 60.ª edição do Miss Brasil. |
| 28   | A Rede Record promove debate com os candidatos a presidente nas Eleições 2014. |
| 28   | O Boomerang estreia sua nova identidade visual. |
| 30   | Parte das emissoras da Rede Globo promovem debates com os candidatos a governador nas Eleições 2014. |

### Outubro
| Data | Evento |
| ---- | --- |
| 2    | Término do horário eleitoral gratuito do 1.º turno das Eleições 2014. |
| 2    | A Rede Globo promove debate com os candidatos a presidente nas Eleições 2014. |
| 9    | Parte das emissoras da Rede Bandeirantes promovem debates com os candidatos a governador no 2.º turno das Eleições 2014. |
| 9    | Início do horário eleitoral gratuito do 2.º turno das Eleições 2014. |
| 13   | Parte das emissoras do SBT promovem debates com os candidatos a governador no 2.º turno das Eleições 2014. |
| 14   | A Rede Bandeirantes promove debate com os candidatos a presidente no 2.º turno das Eleições 2014. |
| 16   | O SBT promove debate com os candidatos a presidente no 2.º turno das Eleições 2014. |
| 19   | A Rede Record promove debate com os candidatos a presidente no 2.º turno das Eleições 2014. |
| 23   | Parte das emissoras da Rede Globo promovem debates com os candidatos a governador no 2.º turno das Eleições 2014. |
| 24   | Término do horário eleitoral gratuito no 2.º turno das Eleições 2014. |
| 24   | A Rede Globo promove debate com os candidatos a presidente no 2.º turno das Eleições 2014. |
| 25   | Por determinação do Tribunal Regional Eleitoral do Amapá, a TV Equinócio, afiliada da Rede Record em Macapá, Amapá, tem sua programação suspensa por 24 horas devido ao descumprimento da lei eleitoral, após o apresentador do Balanço Geral, Luis Eduardo, fazer críticas à gestão do governador e candidato a reeleição Camilo Capiberibe (PSB), além de divulgar um vídeo que mostra uma suposta compra de votos feito por funcionários do governo estadual. A transmissão foi interrompida durante a exibição do Programa da Sabrina e só retornou no dia seguinte, a partir do Domingo Espetacular. |
| 28   | O Multishow transmite a 21.ª edição do Prêmio Multishow de Música Brasileira. |
| 26   | Na Rede Globo, Renata Vasconcellos deixa a apresentação do Fantástico. |
| 31   | Na Rede Globo, Patrícia Poeta deixa a bancada do Jornal Nacional. |

### Novembro
| Data | Evento |
| ---- | --- |
| 2    | Na Rede Globo, Poliana Abritta assume a apresentação do Fantástico ao lado de Tadeu Schmidt, substituindo Renata Vasconcellos. |
| 4    | A Nickelodeon transmite a 15.ª edição do Meus Prêmios Nick. |
| 3    | Com a extinção da SuperMix, a Mix TV passa a ser um canal de TV por assinatura. |
| 3    | Na Rede Globo, Renata Vasconcellos assume a bancada do Jornal Nacional ao lado de William Bonner, substituindo Patrícia Poeta. |
| 6    | No SBT, Neila Medeiros assume a bancada do Notícias da Manhã, substituindo César Filho. |
| 7—8  | O SBT promove a 17.ª edição do Teleton, em prol da AACD. |
| 29   | O SBT exibe a maratona Obrigado Chaves (mesmo título do especial em homenagem a Roberto Gómez Bolaños que faleceu no dia anterior) com episódios de Chaves, Chapolin e algumas esquetes do programa Chespirito da década de 1970. |
| 30   | O SBT exibe o velório de Roberto Gómez Bolaños no Estádio Azteca, ao vivo do México. |

### Dezembro
| Data | Evento |
| ---- | --- |
| 8    | O SBT exibe a 4.ª edição do Prêmio Líderes do Brasil. |
| 9    | No SBT, o apresentador Luis Ricardo sofre acidente com fogo durante um número circense durante o Programa do Ratinho.                                                                        |
| 14   | A TV Gazeta exibe a 11.ª edição do Troféu Mesa Redonda. |
| 21   | A Rede Globo exibe no Domingão do Faustão o Troféu Mário Lago 2014. |
| 23   | A RedeTV! unifica seus sinais analógico e digital e exibe programas da Igreja Universal do Reino de Deus no lugar de reprises de programas, por determinação do Ministério das Comunicações. |
| 28   | A Rede Globo exibe no Domingão do Faustão a 19.ª edição do Melhores do Ano. |
| 28   | O Domingo Legal passa a ser reprisado por causa do temporal que atingiu a cidade de São Paulo e danificou parcialmente a sede do SBT em 22 de dezembro.[carece de fontes?]                   |
| 29   | O SBT exibe a 20.ª edição do Victoria's Secret Fashion Show. |
| 31   | A Rede Globo e TV Gazeta transmitem a 90.ª edição da Corrida Internacional de São Silvestre.                                                                                                 |
| 31   | As principais emissoras de TV do Brasil transmitem o sorteio da Mega da Virada. |

## Programas

### Janeiro
- 1.º de janeiro — Estreia O Tempo e o Vento na Rede Globo.[34]
- 2 de janeiro — Estreia Como Eu Conheci Sua Mãe na Rede Bandeirantes.[35]
- 3 de janeiro — Termina O Tempo e o Vento na Rede Globo.[34]
- 4 de janeiro — Termina Eu, a Patroa e as Crianças no SBT.
- 5 de janeiro
  - Estreia da 1.ª temporada de Sai do Chão na Rede Globo.[34]
  - Estreia Spartacus: Sangue e Areia na Rede Record.[36]
- 6 de janeiro
  - Reestreia Chaves no SBT.
  - Estreia Sabe ou Não Sabe na Rede Bandeirantes.[35]
  - Estreia Quem Quer Casar com Meu Filho? na Rede Bandeirantes.[35]
  - Estreia Amores Roubados na Rede Globo.[34]
- 7 de janeiro
  - Estreia Justiça Implacável na Rede Bandeirantes.[35]
  - Estreia Uma História de Horror Americana na Rede Bandeirantes.[35]
- 8 de janeiro
  - Estreia Filhos da Anarquia na Rede Bandeirantes.[35]
  - Termina a 5.ª temporada de Adorável Psicose no Multishow.
- 9 de janeiro — Estreia da 3.ª temporada de The Walking Dead na Rede Bandeirantes.[35]
- 11 de janeiro — Estreia Patrulha Salvadora no SBT.[37]
- 13 de janeiro — Reestreia Caras & Bocas no Vale a Pena Ver de Novo na Rede Globo.[34][38]
- 14 de janeiro
  - Estreia da 14.ª temporada de Big Brother Brasil na Rede Globo.[34]
  - Estreia Homeland na Rede Globo.[34]
  - Estreia Breaking Bad na Rede Record.[39]
- 17 de janeiro
  - Termina O Cravo e a Rosa no Vale a Pena Ver de Novo na Rede Globo.
  - Termina Amores Roubados na Rede Globo.
- 20 de janeiro
  - Reestreia Café com Aroma de Mulher no SBT.
  - Estreia Igarapé Mágico na TV Brasil.
  - Termina Nem Apal, Juvenal na Rede Record.
- 21 de janeiro
  - Estreia Serra Pelada na Rede Globo.[34]
  - Termina Maria do Bairro no SBT.
- 22 de janeiro — Estreia Milagres de Jesus na Rede Record.
- 24 de janeiro — Termina Serra Pelada na Rede Globo.
- 25 de janeiro
  - Termina TV Xuxa na Rede Globo.
  - Termina Dupla do Barulho no SBT.
- 28 de janeiro — Estreia A Teia na Rede Globo.[34]
- 29 de janeiro — Termina Gabi Quase Proibida no SBT.
- 30 de janeiro — Estreia Doce de Mãe na Rede Globo.[34]
- 31 de janeiro — Termina Amor à Vida na Rede Globo.

### Fevereiro
- 1.º de fevereiro
  - Reestreia X-Tudo na TV Cultura.
  - Estreia Cine Fã-Clube na Rede Globo.
- 3 de fevereiro
  - Estreia Em Família na Rede Globo.[40]
  - Estreia Os Imigrantes na Rede Vida.
  - Estreia Era Uma Vez na Rede Record.
- 7 de fevereiro — Estreia da temporada 2014 do Globo Repórter na Rede Globo.
- 8 de fevereiro
  - Termina Mike & Molly no SBT.
  - Termina Turma da Mônica na Rede Globo.
- 9 de fevereiro — Termina a 1.ª temporada do Sai do Chão na Rede Globo.[41]
- 10 de fevereiro — Reestreia Dois Homens e Meio no SBT.
- 14 de fevereiro
  - Termina O Privilégio de Amar no SBT.
  - Termina Globo Notícia na Rede Globo.
  - Estreia Interferência Neo Funk na PlayTV.
- 16 de fevereiro — Estreia da 3.ª temporada de Pânico na Band na Rede Bandeirantes.[42]
- 17 de fevereiro
  - Reestreia Por Teu Amor no SBT.
  - Estreia Caso Encerrado no SBT.
  - Reestreia 50 por 1 na Rede Record.
- 22 de fevereiro — Termina a 10.ª temporada de Uma Família da Pesada na Rede Globo.
- 23 de fevereiro — Termina Brilhante F.C. na TV Cultura.
- 24 de fevereiro — Estreia The Tonight Show Starring Jimmy Fallon no GNT.
- 28 de fevereiro — Termina Caso Encerrado no SBT.

### Março
- 1.º de março — Estreia Malu Mulher no Canal Viva.[43]
- 2 de março — Termina Domingo da Gente na Rede Record.
- 3 de março — Termina Quem Quer Casar com Meu Filho? na Rede Bandeirantes.[44]
- 4 de março — Termina Justiça Implacável na Rede Bandeirantes.
- 5 de março — Estreia da 4.ª temporada de Agora É Tarde na Rede Bandeirantes.[45]
- 8 de março
  - Estreia Arena SBT no SBT.[46]
  - Termina As Visões da Raven no SBT.
- 9 de março — Estreia da 3.ª temporada de The Ultimate Fighter: Brasil na Rede Globo.
- 10 de março
  - Reestreia Smallville: As Aventuras do Superboy na MTV.
  - Estreia Caso Encerado Proibido no SBT.
  - Estreia da temporada 2014 de Hora do Voto na TV Gazeta.
  - Reestreia História de Amor no Canal Viva.[47]
  - Estreia da 1.ª temporada de The Noite com Danilo Gentili no SBT.[48]
- 12 de março — Estreia Eu Nunca na TV Gazeta.[49]
- 14 de março — Estreia O Mochileiro na TV Gazeta.[50]
- 16 de março — Estreia da 2.ª temporada de Menino de Ouro no SBT, somente para algumas praças.
- 17 de março
  - Reestreia Abraça-me Muito Forte no SBT.[51]
  - Estreia da 7.ª temporada do Custe o Que Custar na Rede Bandeirantes.[44]
  - Reestreia Retrato de Mulher no Canal Viva.[43]
  - Estreia da 15.ª temporada de Programa do Jô na Rede Globo.
- 18 de março — Termina A Madrasta no SBT.
- 20 de março — Estreia Copa do Caos na MTV.
- 21 de março
  - Estreia Motel Bates na Rede Record.
  - Termina Caso Encerrado no SBT.
- 22 de março — Estreia Stan, o Cão Blogueiro na Rede Globo.
- 23 de março
  - Estreia Domingo Show na Rede Record.
  - Estreia da 1.ª temporada de Nikita no SBT.
- 24 de março
  - Estreia Heróis Contra o Fogo na Rede Record.
  - Reestreia Eu, a Patroa e as Crianças no SBT.
  - Reestreia Quem Não Viu, Vai Ver no SBT.
- 27 de março — Termina Retrato de Mulher no Canal Viva.[43]
- 28 de março — Termina CNT News na CNT.
- 30 de março — Termina Divertics na Rede Globo.

### Abril
- 1.º de abril
  - Termina a 14.ª temporada do Big Brother Brasil na Rede Globo.
  - Termina A Teia na Rede Globo.
- 4 de abril
  - Termina Por Teu Amor no SBT.
  - Termina Joia Rara na Rede Globo.
- 6 de abril — Estreia da 1.ª temporada de Superstar na Rede Globo.
- 7 de abril
  - Reestreia Cidadão Brasileiro na Rede Família.[52]
  - Reestreia A Feia Mais Bela no SBT.[53]
  - Estreia Meu Pedacinho de Chão na Rede Globo.[54]
  - A Rede Globo exibe na Tela Quente o filme Giovanni Improtta, em homenagem ao ator José Wilker, falecido em 5 de abril.[55]
  - Estreia Dancin' Days no Canal Viva.[56]
  - Estreia Rumo à Copa na Rede Globo.[57]
  - Termina 50 por 1 na Rede Record.
- 8 de abril
  - Estreia da 4.ª temporada de Tapas & Beijos na Rede Globo.
  - Estreia da 3.ª temporada de Pé na Cova na Rede Globo.
  - Estreia da temporada 2014 do Profissão Repórter na Rede Globo.
  - Estreia da 5.ª temporada de A Liga na Rede Bandeirantes.
- 9 de abril — Termina Interferência Ichiban na PlayTV.
- 10 de abril
  - Estreia da 14.ª temporada de A Grande Família na Rede Globo.
  - Estreia da 1.ª temporada de Tá no Ar: A TV na TV na Rede Globo.[58]
  - Estreia Rockoala na PlayTV.
  - Estreia Deluqui Nau na PlayTV.
- 11 de abril
  - Estreia O Caçador na Rede Globo.[59]
  - Estreia O Videogame no Brasil na PlayTV.
  - Estreia Os Hermanos Perdidos no Mundo na PlayTV.
- 12 de abril
  - Termina Caso Encerrado Proibido no SBT.
  - Termina Stan, o Cão Blogueiro na Rede Globo.
- 13 de abril
  - Estreia Ichiban na PlayTV.
  - Estreia da 4.ª temporada do Esquenta! na Rede Globo.
  - Termina TV Folha na TV Cultura.
- 14 de abril
  - Estreia Flora Encantada no Canal Viva.[60]
  - Estreia Labirinto no Canal Viva.[61]
- 18 de abril — Reestreia Interferência Ichiban na PlayTV.
- 19 de abril — Reestreia Cine Família no SBT.
- 20 de abril
  - Termina Aventura Selvagem no SBT.
  - Termina O Melhor do Brasil na Rede Record.
  - A Rede Bandeirantes exibe uma edição especial de Gol: O Grande Momento do Futebol, em homenagem ao narrador Luciano do Valle que faleceu no dia anterior.
- 21 de abril — Estreia Zica e os Camaleões na TV Brasil.
- 22 de abril — Estreia Aprendiz Celebridades na Rede Record.
- 26 de abril — Estreia Programa da Sabrina na Rede Record.[62]
- 27 de abril
  - Estreia Planeta Turismo no SBT.
  - Estreia Hora do Faro na Rede Record.[60]
- 28 de abril
  - Estreia Repórter Record Investigação na Rede Record.[63]
  - Estreia Okay Pessoal no SBT.[64]
- 29 de abril — Estreia da 1.ª temporada de Música Boa Ao Vivo no Multishow.
- 30 de abril — Estreia As Titulares no GNT.

### Maio
- 2 de maio
  - Termina Primeiro Jornal na Rede Bandeirantes.
  - Termina Morning Show na RedeTV!.
  - Termina Além do Horizonte na Rede Globo.
  - Termina Supah Ninjas na Rede Bandeirantes.
- 5 de maio
  - Estreia Café com Jornal na Rede Bandeirantes.
  - Estreia Muito Show na RedeTV!.[65]
  - Estreia Geração Brasil na Rede Globo.[66]
- 6 de maio — Estreia A Diarista no Canal Viva.[67][68]
- 8 de maio
  - Estreia Mixto Quente no Canal Viva.[67]
  - Termina Doce de Mãe na Rede Globo.
- 9 de maio
  - Estreia A Cidade Que Não Dorme na TV Gazeta.[69]
  - Estreia Me Leva Contigo na Rede Record.[70]
- 10 de maio — Estreia Globo de Ouro no Canal Viva.[67]
- 12 de maio — Estreia Afinal, o Que Querem as Mulheres? no Canal Viva.[67]
- 13 de maio — Estreia Carandiru, Outras Histórias no Canal Viva.[67]
- 14 de maio — Estreia Mulher no Canal Viva.[67]
- 15 de maio
  - Estreia A Cura no Canal Viva.[67]
  - Estreia Segunda Dama na Rede Globo.
- 16 de maio
  - Termina Ô... Coitado! no Quem Não Viu, Vai Ver no SBT.
  - Estreia Carga Pesada no Canal Viva.[67]
- 17 de maio
  - Estreia da 1.ª temporada de Que Talento! no Disney Channel.
  - Termina Três é Demais no SBT.
- 19 de maio
  - Reestreia Karkú na TV Brasil.
  - Reestreia Um Maluco no Pedaço no SBT.
  - Reestreia Meu Cunhado no Quem Não Viu, Vai Ver  no SBT.[52]
  - Estreia O Show da Vida: É Fantástico no Canal Viva.[67]
- 23 de maio — Termina Rosário na Rede Bandeirantes.
- 25 de maio — Termina a 3.ª temporada de The Ultimate Fighter: Brasil na Rede Globo.
- 27 de maio — Termina Rumo à Copa na Rede Globo.
- 30 de maio
  - Termina Por ela... sou Eva no SBT.[71]
  - Termina Abraça-me Muito Forte no SBT.[71]
  - Termina Pecado Mortal na Rede Record.[72]

### Junho
- 1.º de junho — Estreia Chuchu Beleza na TV Gazeta.[73]
- 2 de junho
  - Estreia Meu Pecado no SBT.[52]
  - Estreia Vitória na Rede Record.[74]
- 5 de junho — Termina a 1.ª temporada de Tá no Ar: A TV na TV na Rede Globo.
- 6 de junho
  - Termina Meu Cunhado no Quem Não Viu, Vai Ver no SBT.
  - Termina SBT Manhã 2.ª Edição no SBT
  - Termina Bates Motel na Rede Record.
  - Termina Notícias e Mais na CNT.
  - Estreia Minha Trilha Sonora no Bis.
- 8 de junho — Termina a 2.ª temporada do Menino de Ouro no SBT.
- 9 de junho
  - Estreia Notícias da Manhã no SBT.
  - Estreia Band na Copa na Rede Bandeirantes.[75]
  - Estreia da 3.ª temporada de Revenge na Rede Globo.[76][77]
- 11 de junho — Termina a 21.ª temporada de Malhação na Rede Globo.[76][78]
- 13 de junho — Reestreia Cine Maior na Rede Record.
- 15 de junho — Termina Spartacus: Sangue e Areia na Rede Record.
- 19 de junho — Termina A Próxima Vítima no Canal Viva.
- 23 de junho — Estreia As Cariocas no Canal Viva.[75]
- 26 de junho — Termina Mixto Quente no Canal Viva.
- 27 de junho — Termina a 3.ª temporada de Revenge na Rede Globo.[76]
- 29 de junho
  - Estreia Encrenca na RedeTV!.[79]
  - Termina a 1.ª temporada de Nikita no SBT.
- 30 de junho
  - Estreia da 1.ª temporada de Under the Dome na Rede Globo.[76]
  - Reestreia Castelo Rá-Tim-Bum na TV Cultura.

### Julho
- 3 de julho
  - Estreia da 3.ª temporada de Na Moral na Rede Globo.[80]
  - Termina Aprendiz Celebridades na Rede Record.
- 5 de julho — Estreia da 5.ª temporada de Inglês com Música na TV Cultura.
- 6 de julho
  - Termina a 1.ª temporada de Superstar na Rede Globo.
  - Estreia da 2.ª temporada de Nikita no SBT.
- 8 de julho
  - Termina a 3.ª temporada de Pé na Cova na Rede Globo.
  - Reestreia José do Egito na Rede Record.[81]
- 9 de julho — Termina Breaking Bad na Rede Record.
- 10 de julho
  - Termina A Cura no Canal Viva.
  - Termina Segunda Dama na Rede Globo.
- 11 de julho
  - Termina O Caçador na Rede Globo.
  - Termina a 1.ª temporada de Under the Dome na Rede Globo.[76]
- 14 de julho
  - Estreia da 22.ª temporada de Malhação na Rede Globo.[76]
  - Estreia A Viagem no Canal Viva.[82]
  - Estreia A Turma do Didi no Canal Viva.[83]
  - Estreia Destino Fantástico no Canal Viva.
  - Estreia O Rebu na Rede Globo.[76][84]
- 15 de julho — Estreia da 1.ª temporada de Tudo pela Audiência no Multishow.[85]
- 17 de julho — Estreia S.O.S. Emergência no Canal Viva.[86]
- 18 de julho
  - Termina Em Família na Rede Globo.
  - A Rede Globo exibe o filme Deus é Brasileiro no Cinema Especial, em homenagem ao escritor João Ubaldo Ribeiro, falecido no mesmo dia.
- 19 de julho — Termina Arena SBT no SBT.[87]
- 20 de julho
  - Estreia 24 Horas: Viva um Novo Dia na Rede Globo.
  - Termina a 1.ª temporada de Rebelde no SBT.
- 21 de julho — Estreia Império na Rede Globo.[88]
- 22 de julho — Estreia Na Forma da Lei no Canal Viva.[86]
- 23 de julho
  - A Rede Globo exibe o filme O Auto da Compadecida no Cinema Especial, em homenagem ao escritor Ariano Suassuna, falecido no mesmo dia.
  - Reestreia da 2.ª temporada de Rebelde no SBT.
- 26 de julho
  - Estreia O Auto da Compadecida no Canal Viva.[89]
  - Reestreia Caso Encerrado Proibido no SBT.
- 28 de julho
  - Reestreia Esmeralda no SBT.[90]
  - Reestreia Cobras & Lagartos no Vale a Pena Ver de Novo na Rede Globo.
- 29 de julho — Termina O Auto da Compadecida no Canal Viva.

### Agosto
- 1.º de agosto
  - Termina Caras & Bocas no Vale a Pena Ver de Novo na Rede Globo.
  - Termina Meu Pedacinho de Chão na Rede Globo.
  - Termina Me Leva Contigo na Rede Record.
- 2 de agosto — Termina Globo Cidadania na Rede Globo.
- 3 de agosto — Estreia Top 20 na Rede Bandeirantes.
- 4 de agosto
  - Estreia Tá na Tela na Rede Bandeirantes.[91]
  - Termina Café com Aroma de Mulher no SBT.
  - Estreia Boogie Oogie na Rede Globo.[92]
  - Estreia da 3.ª temporada de Sessão de Terapia no GNT.[93][94]
- 6 de agosto — Estreia Animal no GNT.[95]
- 8 de agosto — Termina a 1.ª temporada de Tudo Pela Audiência no Multishow.
- 9 de agosto
  - Estreia Como Será? na Rede Globo.[96]
  - Estreia da 11.ª temporada de Uma Família da Pesada na Rede Globo.
- 11 de agosto
  - Estreia A Segunda Vez no Multishow.[97]
  - Termina Death Note: O Caderno da Morte na PlayTV.
- 13 de agosto
  - Termina Igarapé Mágico na TV Brasil.
  - A Rede Globo exibe no Cinema Especial o filme Sociedade dos Poetas Mortos, em homenagem a Robin Williams que faleceu dois dias antes.[98]
- 14 de agosto — Termina a 3.ª temporada de Na Moral na Rede Globo.
- 16 de agosto — Termina Supernanny no SBT.
- 18 de agosto
  - Estreia Bem Estar no Canal Viva.[99][100]
  - Termina a 1.ª temporada do Máquina da Fama no SBT.
- 24 de agosto — Termina 24 Horas: Viva um Novo Dia na Rede Globo.
- 25 de agosto — Estreia Esse Artista Sou Eu no SBT.[101][102]
- 26 de agosto — Estreia da 2.ª temporada de Desafio em Dose Dupla no Discovery Channel.[103]
- 29 de agosto — Termina Super Esporte na TV Gazeta.

### Setembro
- 1.º de setembro
  - Estreia Amor em Quatro Atos no Canal Viva.[104]
  - Termina Sessão Brasil na Rede Globo.
  - Estreia Zica e os Camaleões na Nickelodeon.
  - Estreia da 2.ª temporada de Vai que Cola no Multishow.
- 2 de setembro — Estreia da 1.ª temporada de MasterChef na Rede Bandeirantes.[105]
- 7 de setembro — Estreia Planeta Xuxa no Canal Viva.[106]
- 9 de setembro
  - Estreia Adotada na MTV.
  - Termina Zica e os Camaleões na Nickelodeon.
- 11 de setembro
  - Reestreia Viva o Gordo no Canal Viva.[107]
  - Termina a 14.ª temporada de A Grande Família na Rede Globo.
- 12 de setembro
  - Termina José do Egito na Rede Record.[107]
  - Termina O Rebu na Rede Globo.[76]
- 14 de setembro
  - Estreia Almanaque Musical no Canal Brasil.[108]
  - Estreia da 7.ª temporada de A Fazenda na Rede Record.
- 15 de setembro — Estreia Politicamente Incorreto no FX.[109]
- 16 de setembro — Estreia Sexo e as Negas na Rede Globo.[110]
- 18 de setembro — Estreia da 3.ª temporada de The Voice Brasil na Rede Globo.[76][110]
- 19 de setembro
  - Estreia Dupla Identidade na Rede Globo.[110]
  - Termina SBT Manhã no SBT.
- 20 de setembro — Estreia da 2.ª temporada do Festival Sertanejo no SBT.
- 22 de setembro
  - Estreia Irmão do Jorel no Cartoon Network.[111]
  - Estreia da 2.ª temporada de Três Teresas no GNT.
- 23 de setembro — Estreia A Justiceira no Canal Viva.[112]
- 24 de setembro
  - Estreia Meu Amigo Encosto no Canal Viva.[113]
  - Estreia da 1.ª temporada de Lili, a Ex no GNT.
- 25 de setembro — Estreia Os Homens São de Marte... E É Pra Lá que Eu Vou no GNT.[114]
- 26 de setembro — Termina Coletivation na MTV.
- 28 de setembro — Estreia Havaí 5.0 na RedeTV!.
- 29 de setembro
  - Termina a 2.ª temporada de Nikita no SBT.
  - Estreia da 3.ª temporada de Nikita no SBT.
- 30 de setembro — Estreia Plano Alto na Rede Record.

### Outubro
- 3 de outubro — Reestreia Super Esporte na TV Gazeta.
- 5 de outubro — A Rede Globo exibe o filme Casa da Mãe Joana na Sessão de Gala, em homenagem ao ator e cineasta Hugo Carvana que faleceu no dia anterior.[115]
- 6 de outubro
  - Estreia Separação?! no Canal Viva.
  - Estreia A Escrava Isaura no Fox Life
- 9 de outubro
  - Estreia da 8.ª temporada de Amor & Sexo na Rede Globo.
  - Estreia da 4.ª temporada de É Tudo Improviso no TBS.
- 10 de outubro — Estreia Amor Concreto na TV Gazeta.
- 11 de outubro — Estreia da 1.ª temporada de Cozinha Sob Pressão no SBT.
- 12 de outubro — Estreia Mundo Pet no SBT.
- 13 de outubro
  - Estreia Brichos na Nickelodeon.
  - Estreia O Show da Luna! no Discovery Kids.
- 14 de outubro — Estreia Porta dos Fundos na Fox.
- 17 de outubro — Termina Plano Alto na Rede Record.
- 18 de outubro — Estreia Madrugames na Rede Globo.
- 20 de outubro — Reestreia Violetta na Rede Bandeirantes, nos estados sem horário de verão.
- 24 de outubro
  - Estreia Lowrider Brasil no Discovery Channel.
  - Termina a 2.ª temporada de Vai que Cola no Multishow.
- 25 de outubro — Termina Dancin' Days no Canal Viva.
- 27 de outubro
  - Estreia Sortilégio no SBT.
  - Estreia O Dono do Mundo no Canal Viva.
- 29 de outubro — Termina Brichos na Nickelodeon.
- 31 de outubro
  - Termina Meu Pecado no SBT.
  - Termina Geração Brasil na Rede Globo.

### Novembro
- 1.º de novembro — Estreia Osmar, a Primeira Fatia do Pão de Forma na TV Cultura.
- 3 de novembro
  - Estreia Alto Astral na Rede Globo.
  - Estreia Anota Aí no Multishow.
  - Termina Politicamente Incorreto no FX.
- 7 de novembro — Estreia Só se For a 3 no Multishow.
- 8 de novembro — Termina História de Amor no Canal Viva.
- 10 de novembro
  - Estreia Que Monstro te Mordeu? na TV Cultura.[116]
  - Reestreia Tropicaliente no Canal Viva.
- 14 de novembro — Termina Telecurso na Rede Globo.
- 17 de novembro — Estreia Globo de Ouro Palco Viva no Canal Viva.[117]
- 20 de novembro — Termina a 1.ª temporada de Música Boa Ao Vivo no Multishow.
- 21 de novembro — Estreia The Bachelor — Em Busca do Grande Amor na RedeTV!.[118]
- 24 de novembro
  - Estreia da 1.ª temporada de Trair e Coçar É só Começar no Multishow.
  - Estreia Mentes Criminosas na Rede Globo.
- 27 de novembro — Termina a 1.ª temporada de Que Talento! no Disney Channel.
- 28 de novembro
  - Termina Telecurso na Rede Globo.
  - Termina Mais Cultura na TV Cultura.
  - O SBT exibe o especial Obrigado Chaves, em homenagem a Roberto Gómez Bolaños que faleceu no mesmo dia.[119]
  - Termina Globo de Ouro Palco Viva no Canal Viva.

### Dezembro
- 1.º de dezembro
  - Estreia Hora Um da Notícia na Rede Globo.
  - Estreia Conselho Tutelar na Rede Record.
  - Reestreia Doug na TV Cultura.
  - Estreia Vivíssima na TV Aparecida.
- 4 de dezembro
  - Termina a 2.ª temporada de Rebelde no SBT.
  - Reestreia da 3.ª temporada de Rebelde no SBT.
- 5 de dezembro — Termina Conselho Tutelar na Rede Record.
- 6 de dezembro — Termina a 11.ª temporada de Uma Família da Pesada na Rede Globo.
- 10 de dezembro — Termina a 7.ª temporada de A Fazenda na Rede Record.[120]
- 11 de dezembro — Termina a 4.ª temporada do É Tudo Improviso na TBS.
- 12 de dezembro
  - Termina a 1.ª temporada de Trair e Coçar É só Começar no Multishow.
  - A Rede Record exibe o especial O Manual Prático da Melhor Idade.[121]
- 14 de dezembro
  - A Rede Globo exibe a edição 2014 do Sintonize.[122]
  - Termina a 3.ª temporada de Nikita no SBT.
- 15 de dezembro
  - Estreia RapSoulFunk na MTV.
  - Termina a 2.ª temporada de Três Teresas no GNT.
- 16 de dezembro
  - A Rede Record exibe a primeira parte do especial Família Record.[121]
  - Termina a 1.ª temporada do MasterChef na Rede Bandeirantes.[123]
  - Termina Sexo e as Negas na Rede Globo.
  - Termina a temporada 2014 do Profissão Repórter na Rede Globo.
- 17 de dezembro — Termina a 1.ª temporada de Lili, a Ex no GNT.
- 18 de dezembro — Termina a 8.ª temporada de Amor & Sexo na Rede Globo.[124]
- 19 de dezembro
  - Termina a temporada 2014 do Globo Repórter na Rede Globo.
  - Termina Dupla Identidade na Rede Globo.
  - Termina a 15.ª temporada do Programa do Jô na Rede Globo.
  - A Rede Record exibe o especial Onde Está Você?.[121][125]
- 20 de dezembro — Estreia Historietas Assombradas na TV Cultura.
- 21 de dezembro
  - Estreia da 2.ª temporada de Sai do Chão na Rede Globo.[122]
  - A Rede Globo exibe o especial Didi e o Segredo dos Anjos.[122]
  - Estreia da 4.ª temporada de Nikita no SBT.
- 22 de dezembro
  - A Rede Record exibe a Retrospectiva dos Famosos 2014.
  - O Canal Viva exibe o especial Natal Mágico da Xuxa gravado ao vivo no Ginásio do Ibirapuera, em São Paulo.
  - Termina Esse Artista Sou Eu no SBT.
- 23 de dezembro
  - O SBT exibe o especial É Natal, Mallandro.[126]
  - Termina a 4.ª temporada de Tapas & Beijos na Rede Globo.[124]
  - A Rede Globo exibe o Roberto Carlos Especial.[122]
  - A Rede Record exibe a segunda parte do especial Família Record.[121]
- 24 de dezembro
  - A Rede Record exibe o especial Michael Bublé: Christmas In New York.
  - O Multishow exibe o especial Elton John: The One Million Piano.
  - A Rede Globo, TV Cultura, Rede Vida, TV Aparecida, TV Século 21 e TV Canção Nova transmitem juntas a Missa do Galo.
  - A CNT exibe o especial Árvore de Natal da Bradesco Seguros.
- 25 de dezembro
  - A TV Cultura exibe o ballet O Quebra-Nozes, gravado ao vivo na Sala São Paulo.
  - Termina a 3.ª temporada do The Voice Brasil na Rede Globo.[122]
- 26 de dezembro
  - A Rede Globo exibe a sua Retrospectiva 2014.[127]
  - A Rede Record exibe o especial Amor Custa Caro.[121]
- 27 de dezembro — Termina a 2.ª temporada do Festival Sertanejo no SBT.
- 28 de dezembro
  - A RedeTV! exibe a sua Retrospectiva 2014.[128]
  - Termina a 3.ª temporada de Pânico na Band na Rede Bandeirantes.
- 29 de dezembro — Termina a 7.ª temporada do Custe o Que Custar na Rede Bandeirantes.
- 30 de dezembro
  - O SBT exibe o especial Pousada do Ratinho.
  - O SBT exibe a sua Retrospectiva 2014.[129]
  - A TV Cultura exibe sua Retrospectiva 2014.
- 31 de dezembro
  - Termina Tá na Tela na Rede Bandeirantes.
  - Termina Band Kids na Rede Bandeirantes.
  - Termina Polícia 24h na Rede Bandeirantes.
  - Termina Como Eu Conheci Sua Mãe na Rede Bandeirantes.
  - Termina Zoo na Rede Bandeirantes.[130]
  - A Rede Globo exibe o Show da Virada.

## Emissoras

### Fundações
| Data           | Emissora                    | Cidade, UF             | Notas | Ref.                |
| -------------- | --------------------------- | ---------------------- | --- | ------------------- |
| 5 de janeiro   | Esporte Interativo Nordeste | Rio de Janeiro, RJ     | Canal de televisão por assinatura voltado pela transmissão exclusiva da Copa do Nordeste de Futebol, programado pela Turner Broadcasting System Latin America em parceria com a TopSport                           | [carece de fontes?] |
| 18 de abril    | TV Perspectiva              | Parnaíba, Piauí        | Emissora de televisão pertencente ao Grupo Claudino, afiliada à Rede Bandeirantes | [ 131 ]             |
| 28 de abril    | RecMinas                    | Varginha, Minas Gerais | Emissora de televisão pertencente ao Grupo Bel, afiliada à Rede Record | [ 132 ]             |
| 1.º de julho   | Lifetime                    | São Paulo, SP          | Canal de televisão por assinatura voltado ao público feminino, programada pela A&E Networks em parceria com a Sony Pictures Television, ambas distribuídas pela HBO Latin America Group                            | [ 133 ]             |
| 14 de agosto   | TV Meio Norte Maranhão      | São Luís, Maranhão     | Emissora própria da Rede Meio Norte | [ 134 ]             |
| 1.º de outubro | H2                          | São Paulo, SP          | Canal programado pela A&E Networks, sob a distribuição da HBO Latin America Group. Segundo canal do History | [carece de fontes?] |
| 3 de novembro  | RBI TV                      | São Paulo, SP          | O canal foi lançado substituindo o sinal aberto da Mix TV, que passou a ficar disponível apenas na TV por assinatura. A Mix TV, por sua vez, entrou no lugar do seu canal-irmão, o SuperMix, que foi descontinuado | [ 26 ]              |
| 4 de novembro  | Food Network                | São Paulo, SP          | Canal com programação especializada em culinária, programada pela Scripps Networks Interactive | [ 135 ]             |
| 12 de novembro | Paramount Channel           | São Paulo, SP          | Canal de televisão por assinatura especializado em filmes, programado pela Viacom International Media Networks The Americas                                                                                        | [ 136 ]             |
| 17 de novembro | Rede Vida Bacabal           | Bacabal, Maranhão      | Emissora de televisão pertencente à Diocese de Bacabal, afiliada à Rede Vida | [ 137 ]             |
| 22 de dezembro | TV Cidade                   | Altamira, Pará         | Emissora de televisão pertencente à Rádio e TV Cidade, afiliada à Rede Bandeirantes | [carece de fontes?] |

### Extinções
| Data             | Emissora       | Cidade, UF         | Notas | Ref.                |
| ---------------- | -------------- | ------------------ | --- | ------------------- |
| 1.º de fevereiro | BRZ            | São Paulo, SP      | A emissora passou a ser controlada pelo Grupo Spring, que anteriormente era operado pelo Grupo Abril, sendo substituída pela Ideal TV, e operava na TV paga. O canal era um spin-off do seu antigo canal irmão MTV e exibia videoclipes nacionais. Na prática o canal era de televendas e agropecuária transmitido em 80% da sua programação o canal AgroBrasil TV | [carece de fontes?] |
| 1.º de junho     | Bem Simples    | São Paulo, SP      | Devido a fusão com a Fox Life, o sinal foi substituído pelo Fox Sports 2 | [ 138 ]             |
| 1.º de julho     | Sony Spin      | São Paulo, SP      | O canal foi substituído pelo Lifetime, devido a baixa audiência e sem conseguir segmentar o público | [ 139 ]             |
| 2 de setembro    | TV Educadora   | São Luís, Maranhão | A emissora passou a gerar o sinal da Rede Vida, assim caracterizando sua extinção. A emissora pertencia à Arquidiocese de São Luís | [carece de fontes?] |
| 1.º de outubro   | Bio.           | São Paulo, SP      | O canal foi substituído pelo H2 | [carece de fontes?] |
| 3 de novembro    | SuperMix       | São Paulo, SP      | O canal foi descontinuado para ceder o seu lugar a Mix TV, já que o sinal aberto da Mix TV foi ocupado pelo canal RBI | [ 26 ]              |
| 3 de novembro    | Nat Geo/Fox HD | São Paulo, SP      | O sinal em alta definição da Fox e National Geographic passaram a ter um simulcast de dois canais em HD no dia 2 de junho. Além disso, o FX também ganhou em HD no mesmo dia. O encerramento do sinal foi concluída deixando a grade da Sky | [carece de fontes?] |
| 12 de dezembro   | VH1            | São Paulo, SP      | Na maior parte das operadoras de televisão por assinatura, a emissora foi substituída pelo Paramount Channel, os canais que a emissora operava na NET e na Claro TV, ficaram com a transmissão definitiva do VH1 Mega Hits | [ 136 ]             |
| 14 de dezembro   | ÓTV            | Curitiba, Paraná   | A extinção faz parte de uma reestruturação interna do Grupo Paranaense de Comunicação que já tinha causado o fim das transmissões esportivas da rádio 98 FM e o corte de diversos cargos em suas várias empresas | [ 140 ]             |

### Rebrandings
| Data       | Emissora | Cidade, UF         | Notas                           | Ref.    |
| ---------- | -------- | ------------------ | ------------------------------- | ------- |
| 16 de maio | Muu      | Rio de Janeiro, RJ | Passa a se chamar Globosat Play | [ 141 ] |

### Trocas de afiliação
| Data           | Emissora  | Cidade, UF       | Afiliação anterior | Afiliação nova | Notas | Ref.    |
| -------------- | --------- | ---------------- | ------------------ | -------------- | --- | ------- |
| 19 de setembro | TV Aldeia | Rio Branco, Acre | TV Brasil          | TV Cultura     | Até o encerramento da afiliação com a TV Brasil, a emissora chegou a exibir alguns programas da TV Cultura, porém quando estes mesmos eram exibidos na própria TV Brasil | [ 142 ] |

## Mortes
| Data           | Nome                                 | Idade | Notas | Ref.    |
| -------------- | ------------------------------------ | ----- | --- | ------- |
| 10 de janeiro  | Marly Marley                         | 75    | Jurada musical e humorista. Os seus principais trabalhos foi jurada do programa Show de Calouros, apresentado por Silvio Santos e também no Programa Raul Gil | [ 143 ] |
| 13 de março    | Paulo Goulart                        | 81    | Ator. Trabalhos notáveis incluem Helena, As Minas de Prata, Anjo Marcado, Os Fantoches, Uma Rosa com Amor, Jogo da Vida, Transas e Caretas, Roda de Fogo, Fera Radical, Mulheres de Areia, O Rei do Gado, Esperança, América, Duas Caras e Morde & Assopra                        | [ 144 ] |
| 21 de março    | Aloísio Ferreira Gomes (Canarinho)   | 86    | Humorista. Trabalhos notáveis incluem Praça da Alegria, Os Rebeldes, Jerônimo, o Herói do Sertão, Sítio do Picapau Amarelo, Sinhá Moça e A Praça é Nossa | [ 145 ] |
| 5 de abril     | José Wilker                          | 69    | Ator. Trabalhos notáveis incluem Bandeira 2, O Bofe, Cavalo de Aço, Os Ossos do Barão, Gabriela, Anjo Mau, Roque Santeiro, O Salvador da Pátria, A Próxima Vítima, O Fim do Mundo, Suave Veneno, Senhora do Destino, Duas Caras, Insensato Coração, Gabriela (2012) e Amor à Vida | [ 146 ] |
| 19 de abril    | Luciano do Valle                     | 66    | Narrador esportivo. Passou por Rede Globo, Rede Record e Rede Bandeirantes | [ 147 ] |
| 22 de abril    | Douglas Rafael da Silva Pereira (DG) | 25    | Dançarino. Foi um dos bailarinos do programa Esquenta! na Rede Globo | [ 148 ] |
| 2 de maio      | Mãe Dináh                            | 83    | Vidente. Foi apresentadora de um programa na CNT Gazeta | [ 149 ] |
| 8 de maio      | Jair Rodrigues                       | 75    | Cantor. Na televisão, foi um dos apresentadores do programa O Fino da Bossa na TV Record | [ 150 ] |
| 31 de maio     | Maurício Torres                      | 43    | Narrador esportivo. Passou por Rede Globo, Rede Record, GloboNews, Record News e SporTV | [ 151 ] |
| 7 de junho     | Fernandão                            | 36    | Futebolista. Na televisão, atuou como comentarista do SporTV | [ 152 ] |
| 11 de junho    | Max Nunes                            | 92    | Humorista e roteirista. Fez parceria com o humorista e apresentador Jô Soares como redator de seus programas como Faça Humor, Não Faça Guerra, Satiricom, Planeta dos Homens, Viva o Gordo e Veja o Gordo                                                                         | [ 153 ] |
| 1.º de julho   | Manoelita Lustosa                    | 72    | Atriz. Trabalhos notáveis incluem Laços de Família, Mulheres Apaixonadas, Vidas em Jogo, Balacobaco e Dona Xepa | [ 154 ] |
| 11 de julho    | Osmar de Oliveira                    | 71    | Narrador esportivo, médico e jornalista. Passou por Rede Globo, SBT, Rede Record, Rede Manchete, TV Cultura, TV Gazeta, Rede Bandeirantes e na PSN | [ 155 ] |
| 30 de julho    | Fausto Fanti                         | 35    | Ator e humorista. Foi intérprete de Renato do programa Hermes e Renato | [ 156 ] |
| 4 de outubro   | Hugo Carvana                         | 77    | Ator e diretor. Trabalhos notáveis incluem Cuca Legal, Gabriela, Plantão de Polícia, Quem Ama Não Mata, Corpo a Corpo, De Quina pra Lua, Roda de Fogo, Sassaricando, O Dono do Mundo, De Corpo e Alma, Porto dos Milagres, Celebridade, Paraíso Tropical e Insensato Coração      | [ 157 ] |
| 25 de outubro  | Michel Laurence                      | 76    | Jornalista franco-brasileiro. Fez passagens na Rede Globo, Rede Record, Rede Bandeirantes, Rede Manchete e TV Cultura. Foi um dos criadores do Globo Esporte e Esporte Espetacular, ambos da Rede Globo e do Cartão Verde e Grandes Momentos do Esporte, ambos da TV Cultura      | [ 158 ] |
| 14 de dezembro | José Rogério Shkair Farhat           | 69    | Advogado. Fez suas várias participações no quadro "DNA" no Programa do Ratinho, no SBT | [ 159 ] |